# Coluber lateralis
Coluber lateralis là một loài rắn trong họ Rắn nước. Loài này được Hallowell mô tả khoa học đầu tiên năm 1853.